# Sydkasai
Sydkasai var en utbrytarstat och provins i Kongo-Léopoldville (nu Kongo-Kinshasa) under Kongokrisen i början på 1960-talet. Provinsen Kasaï låg i de södra delarna av centrala Kongo och det var provinsens södra del som sökte självstyre. Katanga, en grannregion, hade liknande strävanden och de båda områdenas uppror var en av huvudorsakerna till krisen.
Albert Kalonji utropade en province minière (gruvprovins) eller état minier (gruvstat) 8–9 augusti 1960, med honom själv som president. Enligt Kalonji eftersträvade Sydkasai att ingå i ett federalt Kongo och han behöll sin plats i det kongolesiska parlamentet. Sydkasai behöll den kongolesiska nationalsången och valutan men skaffade en egen flagga, vapen, frimärken och författning.
Den nationella armén gick in i Sydkasai 26 augusti och många människor dödades – FN:s generalsekreterare Dag Hammarskjöld deklarerade att händelserna "hade karaktär av folkmordsbrott" mot luba. Sydkasai upprättade sin egen armé i september och nationella armén drog sig tillbaka på order av president Kasavubu.
Kalonji tog i april 1961 den traditionella luba-kungatiteln mulopwe.
Centralregeringen återtog slutligen kontrollen över huvuddelen av Sydkasai i oktober 1962 (en gerillarörelse fortsatte i nordväst till november 1964) och erkände området som separat provins. Denna provins slogs ihop med Lomami till Kasaï-Oriental i april 1966.

### Fotnoter
1. ↑  ”World Statesmen”. http://www.worldstatesmen.org/Congo-K_Provinces_1960-1966.html#South-Kasai. Läst 8 augusti 2011.
2. ↑  Omasombo Tshonda, sid. 182.
3. ↑  Omasombo Tshonda, sid. 184.
4. ↑  Omasombo Tshonda, sid. 197–198.
5. ↑  Omasombo Tshonda, sid. 188–190.
6. ↑  Omasombo Tshonda, sid. 202, 210–211.
7. ↑  Omasombo Tshonda, sid. 235–236.
8. ↑  Omasombo Tshonda, sid. 239–240, 242–243.
9. ↑  Omasombo Tshonda, sid. 252–253.